# VIIIe législature de la république démocratique de Sao Tomé-et-Principe
- MLSTP-PSD (20)
- ADI (11)
- MDFM-PCD (23)
- Non-inscrit (1)

Composition de l'Assemblée nationale en 2006 :

La VIIIe législature de la république démocratique de Sao Tomé-et-Principe est un cycle parlementaire qui s'ouvre le 18 mai 2006 pour s'achever le 11 septembre 2010, à la suite des élections législatives de 2006.
Le coalition entre le Mouvement pour les forces de changement démocratique - Parti libéral et le Parti de convergence démocratique - Groupe de réflexion du président Fradique de Menezes, détient la majorité à l'Assemblée nationale, dont Francisco da Silva, puis Arzemiro dos Prazeres dès mai 2010, sont les présidents.

## Liste de députés
| Élu                               | Parti | Parti     |
| --------------------------------- | ----- | --------- |
| Olinto Afonso das Neves           |       | MDFM-PCD  |
| José Maria Afonso Pereira         |       | MLSTP-PSD |
| Cosme Afonso loRita               |       | MDFM-PCD  |
| Carlos Alberto Simião             |       | MDFM-PCD  |
| Carlos Tiny                       |       | MLSTP-PSD |
| José Alice Moreira                |       | MLSTP-PSD |
| Jorge Amado                       |       | MLSTP-PSD |
| Orlando Assunção Fernandes        |       | MDFM-PCD  |
| Arlindo Barbosa Semedo            |       | MLSTP-PSD |
| Hélder Cravid Bonfim Menezes      |       | MDFM-PCD  |
| Albertino Homem S. Bragança       |       | MDFM-PCD  |
| Rafael Branco                     |       | MLSTP-PSD |
| José Cassandra                    |       | MNR       |
| Gabriel da Conceição              |       | MDFM-PCD  |
| Jorge Dias Correia                |       | MDFM-PCD  |
| Jayme José da Costa               |       | MLSTP-PSD |
| Octávio da Costa Boa Mort         |       | ADI       |
| Rui Vera Cruz Pereira             |       | MLSTP-PSD |
| Fernanda Pontífice                |       | MDFM-PCD  |
| Frederico da Graça Ferreira       |       | MDFM-PCD  |
| José da Graça Diogo               |       | ADI       |
| Homero Jerónimo Salvaterra        |       | MLSTP-PSD |
| Arzemiro dos Prazeres             |       | PCD-GR    |
| José Fret Lau Chong               |       | ADI       |
| Júlio Lopes Lima da Silva         |       | ADI       |
| Sebastião Lopes Pinheiro          |       | MDFM-PCD  |
| Manuel Marçal Lima                |       | MLSTP-PSD |
| Manuel Martins Quaresma           |       | MLSTP-PSD |
| Mário Menezes Macedo              |       | MDFM-PCD  |
| António Monteiro                  |       | MLSTP-PSD |
| Domingos Monteiro                 |       | MLSTP-PSD |
| José Nascimento Carvalho Rio      |       | MLSTP-PSD |
| Maria das Neves                   |       | MLSTP-PSD |
| Luíz Rodrigues Novais de Ceita    |       | MDFM-PCD  |
| Leonel Oliveira Vangente          |       | MDFM-PCD  |
| Tomé Pedro dos Reis               |       | MDFM-PL   |
| Stefane Pereira Carvalho          |       | MDFM-PCD  |
| Adelino Pires Neto                |       | MDFM-PCD  |
| Herodes Sousa Pontes Rompão       |       | ADI       |
| Idalécio Quaresma                 |       | ADI       |
| António Quintas do Espírito Santo |       | MLSTP-PSD |
| Adelino Rodrigues Izidro          |       | MLSTP-PSD |
| Eugénio Rodrigues Tiny            |       | MDFM-PCD  |
| Evaristo Carvalho                 |       | ADI       |
| Cristóvão Afonso E. Santo Neto    |       | MDFM-PCD  |
| Francisco da Silva                |       | PCD-GR    |
| João Paulo da Silva Simão         |       | MDFM-PCD  |
| Aleixo Sousa Pires                |       | MLSTP-PSD |
| Júlio Smith Lima                  |       | ADI       |
| Dionísio Dias                     |       | MLSTP-PSD |
| Patrice Trovoada                  |       | ADI       |
| Daniel da Trindade Luciano Ramos  |       | ADI       |
| Alberto da Trindade Luís          |       | ADI       |
| Damião Vaz d'Almeida              |       | MLSTP-PSD |
| João Viegas da Costa Cravid       |       | MDFM-PCD  |

## Composition du bureau
- Présidents : Francisco da Silva (2006-2010), Arzemiro dos Prazeres (2010)

## Parité femmes-hommes
Avec 4 femmes élues députées sur 55, la proportion de femmes dans l'Assemblée nationale santoméenne est de 7,27 %,.